# 418
418 (CDXVIII) fue un año común comenzado en martes del calendario juliano, en vigor en aquella fecha.
En el Imperio romano, el año fue nombrado como el del consulado de Honorio y Teodosio, o menos comúnmente, como el 1171 Ab urbe condita, adquiriendo su denominación como 418 a principios de la Edad Media, al establecerse el anno Domini.

## Acontecimientos

### Imperio romano
- 29 de diciembre: Bonifacio I es elegido papa.
- Se pacta un foedus entre el rey visigodo Walia y el general romano Constancio, por el cual el primero se compromete a auxiliar militarmente al Imperio a cambio de poder establecerse en la Aquitania en calidad de confederado de Roma y la Narbonense, constituyendo el reino de Tolosa (Galia).[1]
- Teodorico I se convierte en rey de los visigodos (hasta 451). Funda el reino visigodo de Tolosa, primero de los reinos germánicos sucesores del Imperio romano.[2]
- El papa Zósimo confirma la excomunión del monje cristiano Pelagio, defensor de una doctrina herética sobre la gracia. Este mismo papa funda los primeros seminarios.
- Conversión forzosa y en masa de judíos en Mahón (Menorca), por las órdenes del obispo Severo.
- Breve restauración del poder romano en Bretaña (418-427).
- Inicio del pontificado del antipapa Eulalio.

### Asia
- Se inicia el proceso de unificación del norte de China.

## Nacimientos
- Yuryaku, 21.º emperador de Japón.

## Fallecimientos
- Fridibaldo, rey de los vándalos silingos.
- 26 de diciembre: Zósimo, papa.

## Arte y literatura
- Agustín de Hipona escribe De Gratia Christi et peccato originali.
- Construcción de la basílica La Doradda en Toulouse (fecha aproximada).